# Línia de nou traços
La línia de nou traços o línia en U (vietnamita: Đường lưỡi bò -línia en forma d'U-) és la línia traçada pel govern de la República Popular de la Xina en el territori que reclama com a seu al mar de la Xina Meridional, incloent-hi les illes Paracel (ocupades per la Xina, però reclamades pel Vietnam i Taiwan) i les illes Spratly en disputa entre les Filipines, la Xina, Brunei, Malàisia, Taiwan i el Vietnam.
El nom anglès d'aquesta línia, Nine-Dash line (línia de nou traços), utilitzada per la Xina per delimitar les seves reivindicacions, ha rebut al llarg del temps els noms de 10-Dash line o 11-Dash line, segons el nombre de traços que s'hi treien o s'hi posaven.
Segons la Xina, es basa en una línia de punts que apareix en el mapa de la dinastia Qing de l'Imperi Xinès, que també inclou al mateix mapa l'illa de Formosa, és a dir, l'actual República de la Xina (Taiwan).

## Història
Un mapa antic que mostra una línia d'onze traços en forma d'U es va publicar en el que llavors era la República de la Xina l'1 de desembre de 1947. Dos dels traços al golf de Tonkin van ser retirats més tard a instàncies del primer ministre xinès Zhou Enlai, i es va reduir el total a una línia de nou traços. Edicions posteriors van afegir un traç a l'altre extrem de la línia, que s'estén fins al mar de la Xina Oriental, i va quedar una línia de deu traços.
Tot i haver fet la vaga afirmació pública el 1947, fins al 2016 la Xina no ha presentat cap reclamació formal definida específicament per a l'àrea compresa dins dels traços. La Xina va afegir una línia de deu traços cap a l'est de l'illa de Taiwan el 2013, com a part de la seva reclamació oficial de la sobirania dels territoris en disputa al mar de la Xina Meridional.

## Reivindicació xinesa
Per poder administrar els territoris dels atols reivindicats, la Xina va crear la prefectura de Sashá, que administra prop de 260 illes i illots escampats en 2 milions de km². La zona està dividida en tres districtes:
- Illes Xisha 西沙群岛 "les sorres d'occident" (o també: illes Paracel)
- Illes Zhongsha 中沙群岛 "les sorres del centre" (principals: Dongsha, Macclesfield, Scarborough)
- Illes Nansha 南沙群岛 "les sorres del sud" (o també: illes Spratly)

## Reclamació

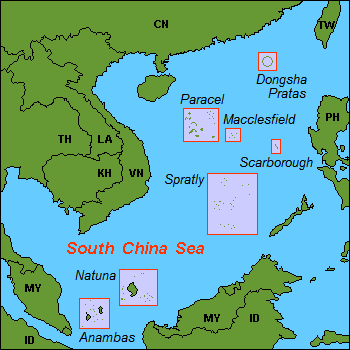
Mapa que demarca els atols en anglès

En general, els països que reclamen totes o part de les illes Spratly creuen que són riques en recursos naturals, ja que estan formades per cent esculls de corall i illots envoltats de bancs de pesca i jaciments de gas natural i petroli. La sobirania sobre les illes Xinsha, Zhongshan i Nansha està en disputa des del juliol del 2010. Les reclamacions venen per part del Vietnam, les Filipines, Malàisia, Brunei i Taiwan.
El dimarts 12 de juliol de 2016, el Tribunal de la Haia va dictaminar que no hi havia "base legal" quant a la reclamació de la Xina en la disputa pel control de l'àrea situada dins la "línia de nou traços" al mar de la Xina Meridional després d'una reclamació interposada el 2013 per part de les Filipines per la disputa de l'escull Scarborough, que la Xina té com a propi (dins la "línia de nou traços"). La sentència dona la raó a les Filipines i adverteix a la Xina que està interferint en els drets de pesca de les Filipines sobre aquest escull i genera riscos de col·lisió amb els vaixells d'aquest país.
No obstant això, el govern xinès va rebutjar la sentència i va respondre que no reconeixia la legitimitat del tribunal perquè no té en compte elements històrics. Segons informava el diari "Ara", la premsa local retreia una campanya dels EUA contra l'emergència de la Xina. Les Filipines, però, van reaccionar reclamant a la Xina "contenció" quant a les seves accions al mar de la Xina Meridional, mentre que el Japó va advertir al govern xinès que el tribunal és "vinculant", i la sentència, "definitiva".

## Esdeveniments recents
El dijous 12 de gener de 2017, després de les manifestacions de Rex Tillerson, la Xina va advertir del perill d'una «confrontació devastadora» si els EUA bloquejaven l'accés a les illes dels atols, sota l'administració de Sansha, contingudes dins la línia de nou traços, que delimita l'àrea sobre la qual la Xina diu que té dret al mar de la Xina Meridional.